# Festival Internacional de Cinema de Comèdia de Peníscola
El Festival Internacional de Cinema de Comèdia de Peníscola va ser un festival de cinema especialitzat en el gènere de la comèdia que es va celebrar de manera ininterrompuda entre 1989 i 2008. L'organització corria a càrrec de l'ajuntament de Peníscola, la Diputació de Castelló i la Generalitat Valenciana. Fou un dels pocs festivals de cinema dedicats a la comèdia.

## Les primeres edicions no competitives: Benicarló (1989-1990) i Peníscola (1991)
El festival fou creat a Benicarló el juny de 1989 per José María Alonso i José María Ganzenmüller amb la finalitat de tenir un esdeveniment cultural a la comarca de primer ordre. La primera edició va durar tres dies (del 9 a l'11 de juny); es va nomenar president honorífic Luis García Berlanga, de qui es van exhibir nou pel·lícules, entre elles Esa pareja feliz (1951), Bienvenido, Mister Marshall (1952), El verdugo (1963), Tamaño natural (1973) i La vaquilla (1985), i també es va fer una exposició de cartells i fotografies de les seves pel·lícules. Van acudir al festival Rafael Azcona, Juan Antonio Bardem, Ricard Muñoz Suay, José Sacristán, José Luis López Vázquez, Pedro Almodóvar i María Isbert.
La segona edició va tenir lloc entre el 7 i el 10 de juny de 1990 al Parador de Turisme de Benicarló. A partir d'aquesta edició el festival comptarà amb una secció oficial o competitiva, una secció informativa, una altra dedicada a les retrospectives i homenatges; un festival infantil i una marató per a poder veure les quatre pel·lícules més interessants de la secció oficial o informativa. Foren homenatjats el dibuixant Antonio Mingote per la seva contribució a la comèdia amb una exposició, una taula rodona i la publicació ¡Con Mingote hemos topado!, i l'actor José Luis Ozores, de qui es farà una retrospectiva. A la secció infantil es va exhibir la pel·lícula Peraustrínia 2004. Entre els visitants destacaren Antoni Ferrandis Monrabal, Agustín Almodóvar, José Luis Borau, José Luis Dibildos, Mariano Ozores i Antonio Ozores.
Degut a unes crítiques del diari El Ventilador de Papel a la gestió de la direcció del festival, aquesta va decidir traslladar la celebració de la tercera edició del festival a Peníscola, aprofitant el 30è Aniversari del rodatge d' El Cid, d'Anthony Mann. Van visitar el festival Charlton Heston i Raf Vallone Es va retre homenatge a Antoni Ferrandis Monrabal, de qui es va publicar ¡Con Ferrandis hemos topado!.

## Primera edició competitiva (1992)
A partir de la quarta edició de juny de 1992 el Festival va inaugurar una secció oficial competitiva. El pressupost era de 30 milions de pessetes, de les que 12,5 milions els va aportar l'ajuntament. Les instal·lacions utilitzades al festival foren el cine Montecarlo, la plaça de Santa Maria, el saló gòtic del Castell de Peníscola i una carpa aixecada al passeig marítim anomenada Krapatchouk, en honor de la comèdia homònima d'Enrique Gabriel Lipschutz.
La millor pel·lícula de comèdia espanyola de l'any seria guardonada amb el premi "Calabuch" (en honor de la pel·lícula de Berlanga) així com el "Premi Pepe Isbert" a la carrera d'actor (establert a suggerència del propi Berlanga), que fou atorgat a Rafael Alonso. Entre el jurat hi havien Luis García Berlanga, Antonio Giménez Rico, José Luis Dibildos, Mariano Ozores, Agustín González, Amparo Soler Leal i Jaime de Armiñán. Es van dedicar retrospectives a Marilyn Monroe, Jacques Tati i Hal Roach. La primera pel·lícula guardonada fou Amo tu cama rica d'Emilio Martínez Lázaro.

## Les següents edicions (1993-2001)
La cinquena edició (1993) va gaudir del suport del secretari d'Estat de Cooperació Internacional Inocencio Arias, qui va assistir als actes de clausura. Es va recordar al desaparegut Carles Mira i en col·laboració amb la Casa de América es va establir un premi a la millor comèdia llatinoamericana. La pel·lícula espanyola premiada fou Belle Époque de Fernando Trueba.
En la sisena edició (1994) es va crear el premi Samuel Bronston per al millor curtmetratge espanyol d'humor, guardonat amb dos milions de pessetes (12.000 euros), que fou atorgat a Aquel ritmillo de Javier Fesser. La pel·lícula premiada fou Todos los hombres sois iguales.
En la setena edició (1995) el pressupost fou restringit a 37 milions de pessetes (222.000 euros) i va tancar l'únic cinema de Peníscola. Fou premiada El perquè de tot plegat, alhora que fou atorgat el Premi Pepe Isbert a Amparo Soler Leal i el premi de l'audiència a la pel·lícula alemanya L'home desitjat. En la vuitena edició (1996) es va celebrar el 50è aniversari del rodatge de Calabuch i fou premiada Hola, ¿estás sola?.
La novena edició (1997) es va caracteritzar per la presència de l'actriu estatunidenca Bo Derek. Es van homenatjar Fructuós Gelabert, qui el 1913 va rodar a Peníscola Ana Cadova, i Concha Velasco, es va entregar el premi Pepe Isbert a María Isbert i la pel·lícula més premiada fou Como un relámpago També es va crear el premi Carles Mira per tal de promoure l'audiovisual valencià, patrocinat entre altres per Cartelera Turia. També es va crear un nou premi per la millor opera prima.
La desena edició (1998) fou inaugurada per Carles Santos i Ursula Andress, i el jurat fou presidit per Alfredo Landa. Fou guardonada la pel·lícula Carreteras secundarias, es va homenatjar a Mariano Ozores li fou atorgat el premi Pepe Isbert a Florinda Chico. En l'onzena (1999) va guanyar La primera noche de mi vida i fou atorgat el premi Pepe Isbert a Chus Lampreave. En la dotzena (2000) fou premiada Pídele cuentas al rey i es va retre homenatge a Alfredo Landa i Tina Sainz, que va rebre el Premi Pepe Isbert.
En la tretzena edició (2001) hi van participar més de 50 pel·lícules, de les que sis competien pel premi Calabuch. Es va dedicar una secció retrospectiva a la comèdia cubana i a la secció "Cinema a la platja" es van projectar els llargmetratges There's Something About Mary, de Peter Farrelly, Golpe de estadio de Sergio Cabrera, 102 Dalmatians de Kevin Lima i Harry, un amic que us estima, de Dominik Moll. El premi a millor pel·lícula el va rebre Anita no perd el tren, que també va rebre el premi a la millor actriu, millor banda sonora i al millor guió. A finals de novembre de 2001 els dos directors del festival, tips dels problemes burocràtics amb l'administració, van dimitir.

## Últimes edicions (2002-2008)
La catorzena edició (2002) fou dirigida per Patrice Vivancos. Comptava amb un pressupost de 340.000 euros i va obrir la competició a pel·lícules d'un total de 12 nacionalitats, de manera que la guanyadora fou la noruega Elling. Paco Algora va rebre el premi Pepe Isbert, foren homenatjats Antonio Resines i Mickey Rooney i es va entregar un premi honorífic a Pepe Sancho.
La quinzena edició (2003) fou dirigida per Borja Crespo i hi van participar nou llargmetratges i 14 curts, fou entregat el premi Pepe Isbert a María Galiana i el premi Calabuch a la carrera a Sancho Gracia. La gala d'inauguració fou amenitzada pels còmics d'El club de la comedia Alfredo Díaz, Agustín Jiménez i Flipy. Va guanyar la pel·lícula argentina El juego de la silla.
La setzena edició (2004) es va celebrar al Palau de Congressos de Peníscola amb una gala presentada per Silvia Marsó i Eduardo Algar. Hi van competir 11 llargmetratges, 5 d'ells estrenats ací a nivell internacional, i el jurat fou presidit per Álex Angulo. Es va homenatjar Bud Spencer, a qui es va entregar el nou premi "Costa de Azahar", i Loles León va rebre el Premi Pepe Isbert. La pel·lícula guanyadora fou el fals documental canadenc The Delicate Art of Parking.
La dissetena edició (2005) fou inaugurada en una gala dirigida pels còmics Alfredo Díaz i Flipy i la presentadora de Canal 9 Maribel Vilaplana. Beatriz Carvajal va rebre el Premi Pepe Isbert, Antonio Mercero el premi Calabuch d'honor i Assumpta Serna va rebre el premi Costa de Azahar. La guanyadora fou la pel·lícula sueca Kopps, una paròdia de les pel·lícules de policies de Hollywood protagonitzada per Fares Fares, germà del director i premi al millor actor.
La divuitena edició (2006) fou dirigida pel guionista Antonio Trashorras i es va celebrar entre el 19 i 26 de maig al Palau de Congressos de Peníscola alhora que commemorava el 50è aniversari del rodatge de Calabuch. Va atorgar un premi especial a la mona Cheeta, que li fou entregat per una delegació encapçalada per Flipy en una residència per primats a Palm Springs (Califòrnia). La guanyadora fou la comèdia argentina Tiempo de valientes, que va rebre els premis a millor pel·lícula, millor director i millor actor. María Barranco va rebre el premi Calabuch d'honor i Vicente Haro el Premi Pepe Isbert.
La dinovena edició (2007) fou dirigida pel periodista local Juan Ignacio Carrasco, qui per tal de recuperar la vinculació del festival amb la comèdia espanyola va limitar la participació a pel·lícules espanyoles. La gala es va celebrar al Palau de Congressos de Peníscola. El jurat va estar presidit per Antonio Giménez Rico format pels actors Karra Elejalde, Terele Pávez i els periodistes Carmen Lobo, Fernando Franco i Pepa Terrón. El premi Pepe Isbert fou atorgat a Juan Luis Galiardo, es va commemorar el 25è aniversari del rodatge d' El hijo del cura de Mariano Ozores i es va projectar un cicle dedicat a Monty Python i "De què se'n riuen els europeus". La guanyadora fou Vete de mí.
La vintena edició (2008) fou dirigida per l'actor Manuel Tallafé, qui va tornar a permetre la participació de pel·lícules internacionals i va canviar el nom dels premis de Premis Calabuch a Premis Estrella de Mar. Es va retre homenatge al muntador José Salcedo Palomeque i a part de la secció oficial gaudí d'una dedicada a nous realitzadors i una secció infantil. Va guanyar la pel·lícula txeca Obsluhoval jsem anglického krále, mentre que el Premi Pepe Isbert fou atorgat a Saturnino García, el premi Calabuch a la trajectòria a Jesús Guzmán i el Costa de Azahar a Leslie Nielsen.
Aquesta va ser l'última edició del festival. L'ajuntament de Peníscola deixà de patrocinar-lo, entre altres causes, per les protestes del sector empresarial per l'escassa repercussió turística del certamen, les denúncies polítiques sobre les crítiques reflectides en alguns mitjans, i el pressupost estancat des de fa anys.

## Guanyadors dels premis Calabuch
| Edició       | Millor pel·lícula                | Millor director                                     | Millor actor                                                                         | Millor actriu                                                      | Millor guió                                                                             | Premi Pepe Isbert  |
| ------------ | -------------------------------- | --------------------------------------------------- | ------------------------------------------------------------------------------------ | ------------------------------------------------------------------ | --------------------------------------------------------------------------------------- | ------------------ |
| IV (1992)    | Amo tu cama rica                 | -                                                   | Juanjo Puigcorbé Salsa rosa                                                          | Ariadna Gil Amo tu cama rica                                       | Joan Potau i Gonzalo Torrente El rey pasmado                                            | Rafael Alonso      |
| V (1993)     | Belle Époque                     | Fernando Trueba Belle Époque                        | Agustín González Belle Époque                                                        | Verónica Forqué ¿Por qué lo llaman amor cuando quieren decir sexo? | Fernando Trueba, Rafael Azcona José Luis García Sánchez Belle Époque                    | Manuel Alexandre   |
| VI (1994)    | Todos los hombres sois iguales   | Manuel Gómez Pereira Todos los hombres sois iguales | Pere Ponce Alegre ma non troppo                                                      | Cristina Marcos Todos los hombres sois iguales                     | Fernando Colomo, Joaquim Oristrell Todos los hombres sois iguales                       | María Luisa Ponte  |
| VII (1995)   | El perquè de tot plegat          | Fernando Fernán Gómez 7000 días juntos              | Carlos Lucas Justino, un asesino de la tercera edad                                  | Penélope Cruz Todo es mentira                                      | Santiago Aguilar Alvear, Luis Guridi Justino, un asesino de la tercera edad             | Amparo Soler Leal  |
| VIII (1996)  | Hola, ¿estás sola?               | Icíar Bollaín Hola, ¿estás sola?                    | Javier Bardem Boca a boca                                                            | Candela Peña Hola, ¿estás sola?                                    | José Luis Cuerda Así en el cielo como en la tierra                                      | Luis Barbero       |
| IX (1997)    | Como un relámpago                | Miguel Hermoso Como un relámpago                    | Santiago Ramos Como un relámpago                                                     | Ana Belén El amor perjudica seriamente la salud                    | Fernando León de Aranoa Familia                                                         | María Isbert       |
| X (1998)     | Carreteras secundarias           | Francesc Bellmunt Gràcies per la propina            | Javier Cámara Torrente, el brazo tonto de la ley                                     | Cristina Marcos Corazón loco                                       | Fernando León de Aranoa, Carlos Asorey Corazón loco                                     | Florinda Chico     |
| XI (1999)    | La primera noche de mi vida      | Javier Fesser El milagro de P. Tinto                | El Gran Wyoming i Santiago Segura Muertos de risa                                    | Adriana Ozores La primera noche de mi vida                         | Miguel Albaladejo, Elvira Lindo la primera noche de mi vida                             | Chus Lampreave     |
| XII (2000)   | Pídele cuentas al rey            | José Antonio Quirós Pídele cuentas al rey           | Javier Cámara Cuarteto de la Habana                                                  | Adriana Ozores Ataque verbal                                       | José Antonio Quirós, Alicia Luna Clara Pérez Escrivá, Pedro Costa Pídele cuentas al rey | Tina Sainz         |
| XIII (2001)  | Anita no perd el tren            | Álex de la Iglesia La comunidad                     | Eloy Azorín Besos para todos                                                         | Rosa Maria Sardà Anita no perd el tren                             | Ventura Pons, Lluís-Anton Baulenas Anita no perd el tren                                | Miguel Rellán      |
| XIV (2002)   | Elling                           | -                                                   | Pierre Lekeux Strass                                                                 | Nathalie Seseña Canícula                                           | -                                                                                       | Paco Algora        |
| XV (2003)    | El juego de la silla             | Antonio Cuadri Eres mi héroe                        | Manuel Morón El traje                                                                | Íngrid Rubio Haz conmigo lo que quieras                            | -                                                                                       | María Galiana      |
| XVI (2004)   | The Delicate Art of Parking      | Elizabeth Gill Goldfish Memory                      | Fred Ewanuick The Delicate Art of Parking                                            | Lin Shaye Dead End                                                 | -                                                                                       | Loles León         |
| XVII (2005)  | Kopps                            | Enric Folch i Soler Tempus fugit                    | Fares Fares Kopps                                                                    | Lucia Snieg Las mantenidas sin sueños                              | -                                                                                       | Beatriz Carvajal   |
| XVIII (2006) | Tiempo de valientes              | Damián Szifron Tiempo de valientes                  | Diego Peretti Tiempo de valientes                                                    | Rachel Clift Mutual Appreciation                                   | -                                                                                       | Vicente Haro       |
| XIX (2007)   | Vete de mí                       | Fernando Colomo El próximo Oriente                  | Fernando Tejero, José Luis García Pérez, Santi Millán Va a ser que nadie es perfecto | Elvira Mínguez La caja                                             | Albert Espinosa Va a ser que nadie es perfecto                                          | Juan Luis Galiardo |
| XX (2008)    | Obsluhoval jsem anglického krále | Noah Baumbach Margot at the Wedding                 | Jesús Noguero Shevernatze, una epopeya marcha atrás                                  | Jennifer Jason Leigh Margot at the Wedding                         | -                                                                                       | Saturnino García   |

## Guardonades amb el premi Casa de América
| Edició      | Pel·lícula              | Director         | Estat     |
| ----------- | ----------------------- | ---------------- | --------- |
| VI (1994)   | Todos somos estrellas   | Felipe Degregori | Perú      |
| VII (1995)  | Águilas no cazan moscas | Sergio Cabrera   | Colòmbia  |
| VIII (1997) | Sol de otoño            | Eduardo Mignogna | Argentina |
| IX (1998)   | Historias de fútbol     | Andrés Wood      | Xile      |

## Directors
- José María Alonso i José María Ganzenmüller (1989-2001)
- Patrice Vivancos (2002)
- Borja Crespo (2003-2005)
- Antonio Trashorras (2006)
- Juan Ignacio Carrasco (2007)
- Manuel Tallafé (2008)

## Galeria d'imatges

### Guanyadores del premi a la millor actriu

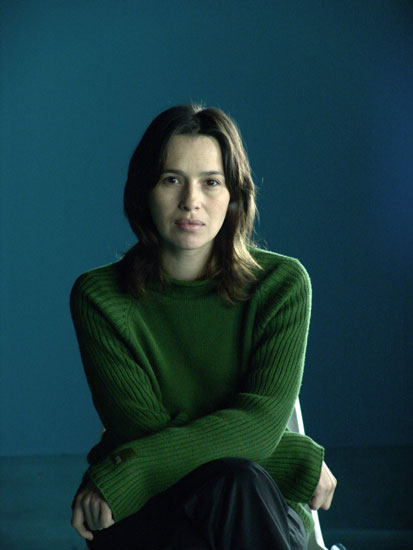
Ariadna Gil (1992)
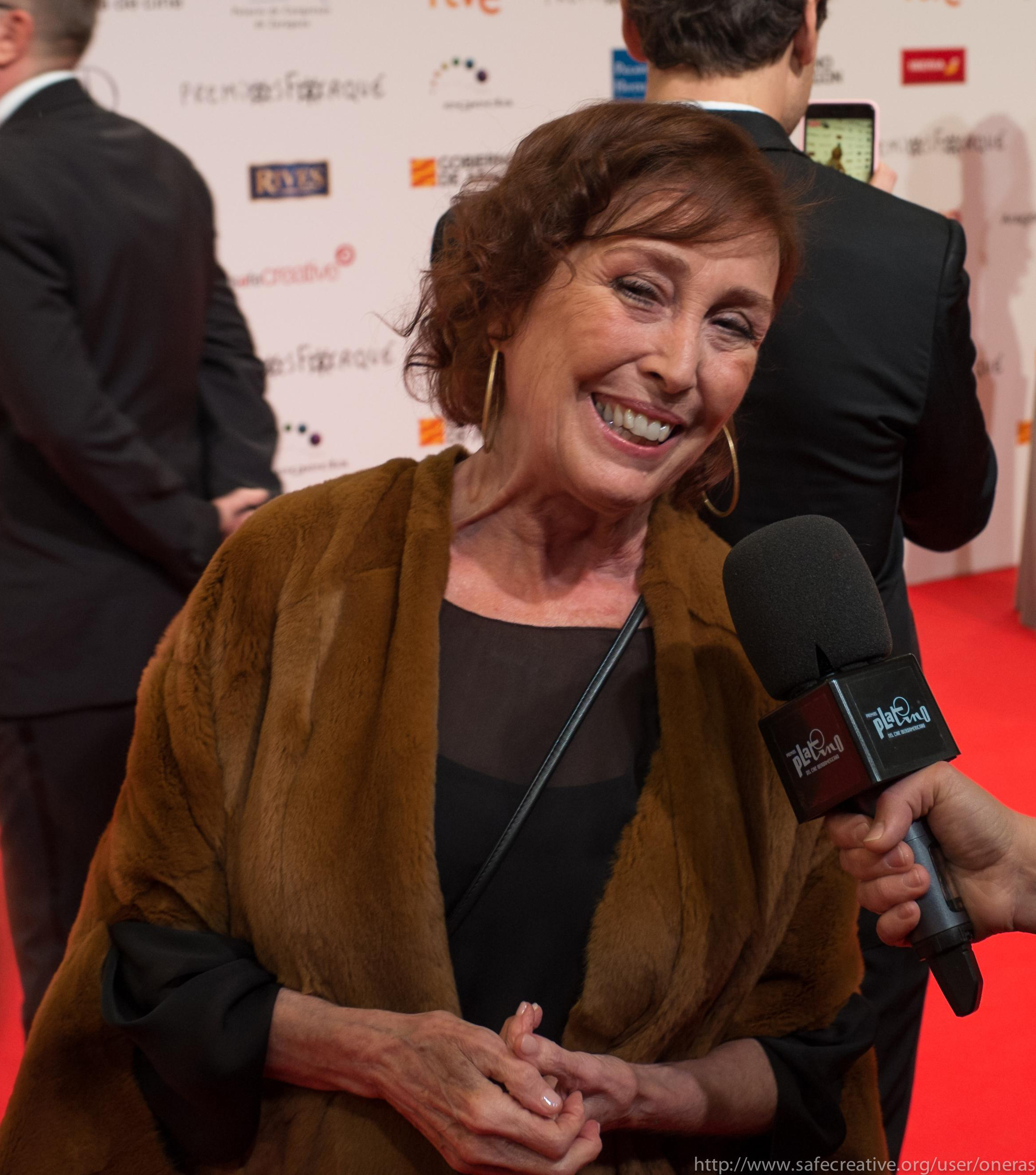
Verónica Forqué (1993)
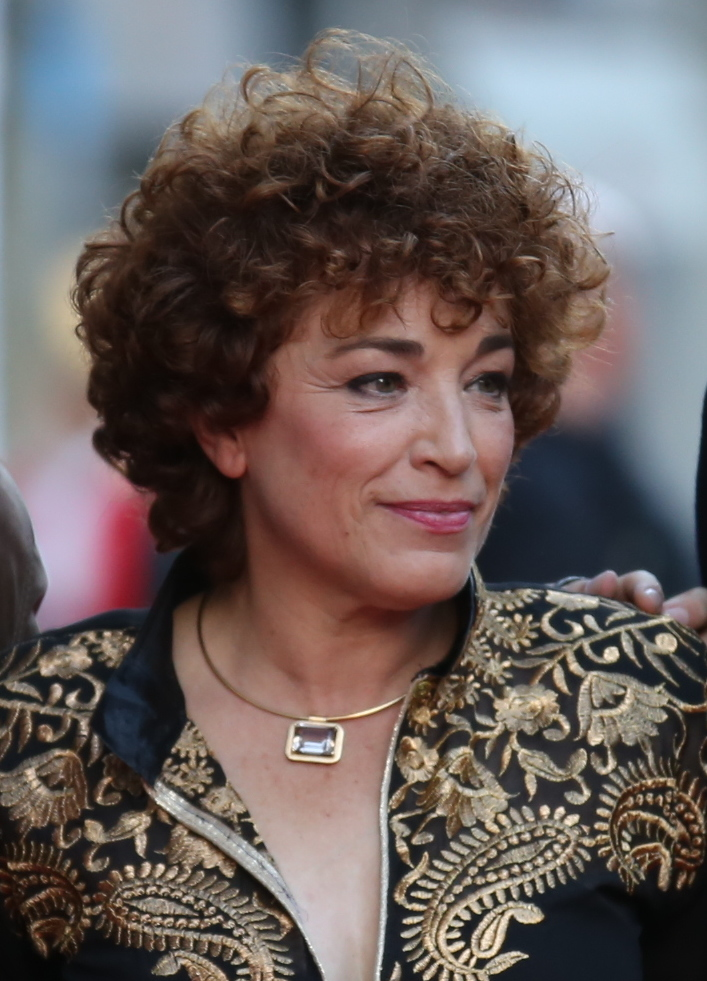
Cristina Marcos (1994 i 1998)
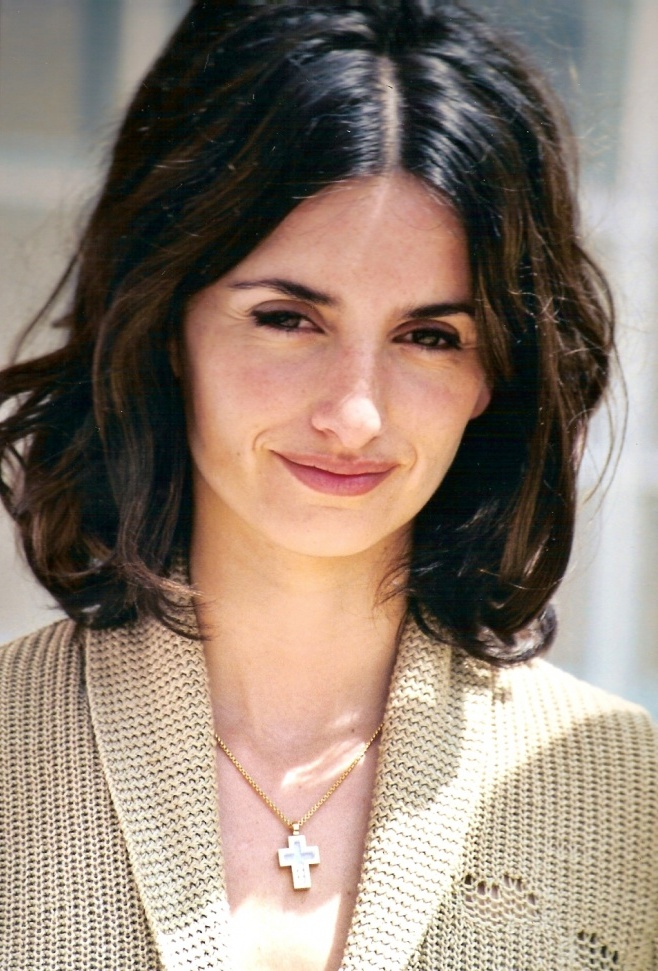
Penélope Cruz (1995)
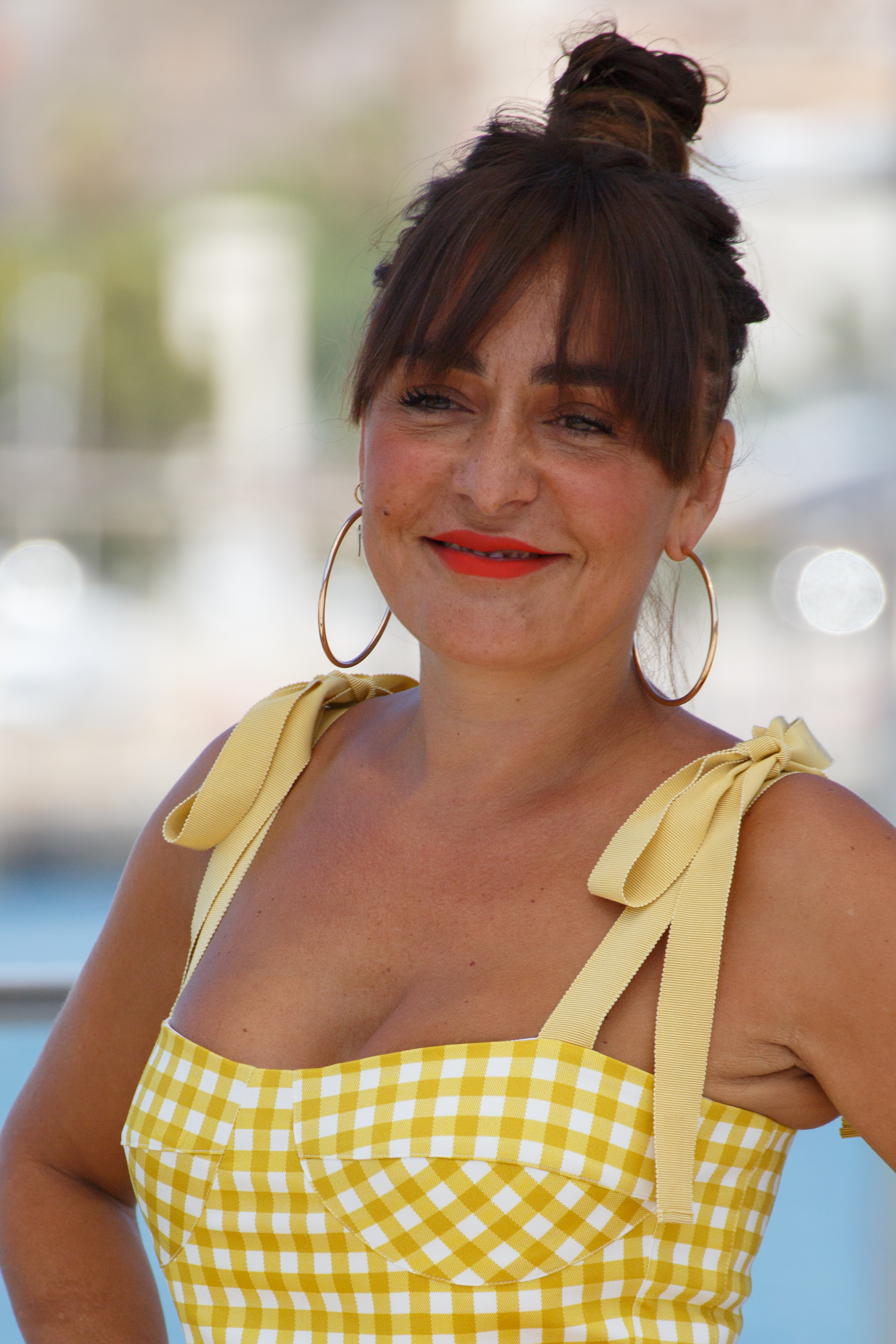
Candela Peña (1996)
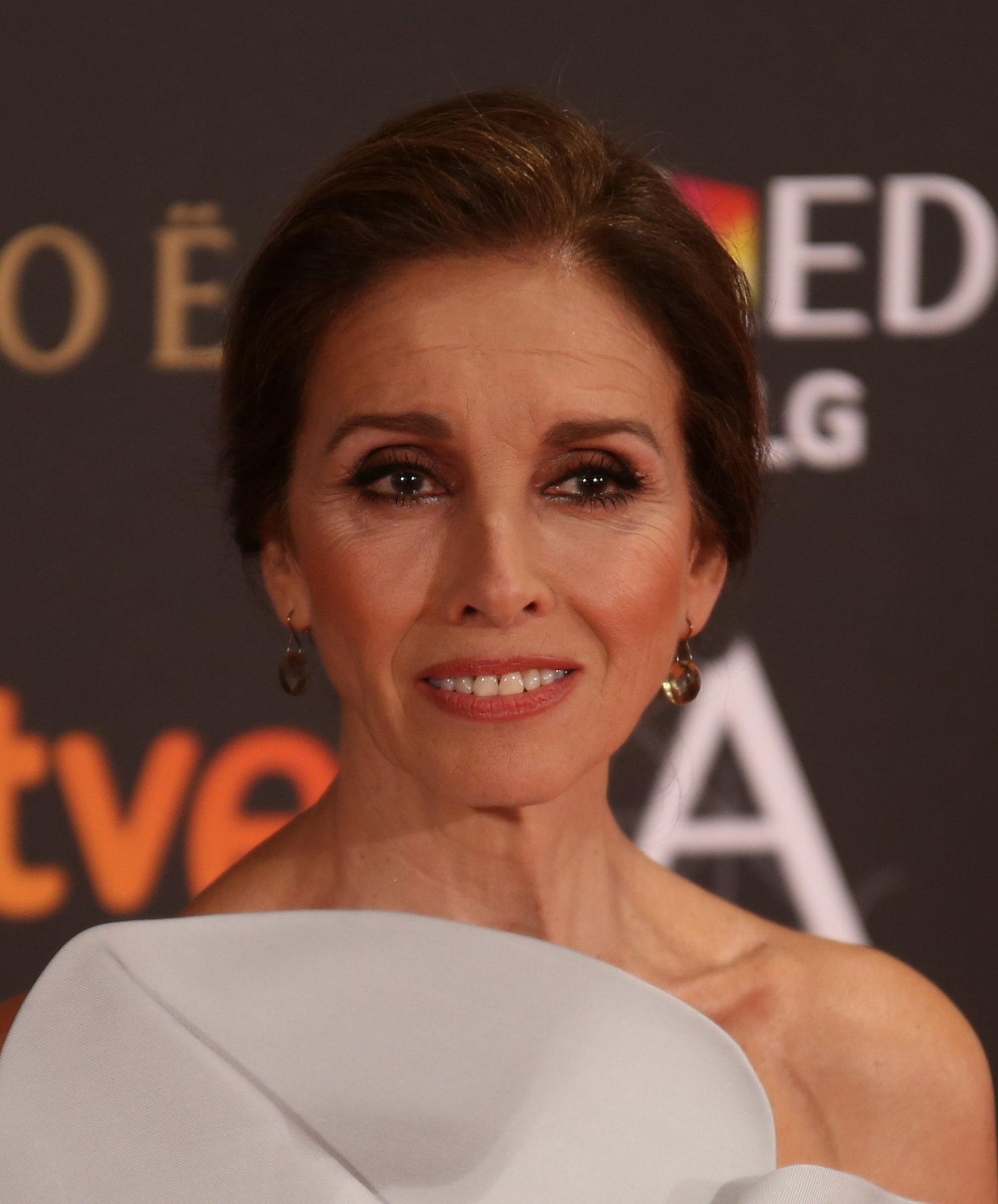
Ana Belén (1997)
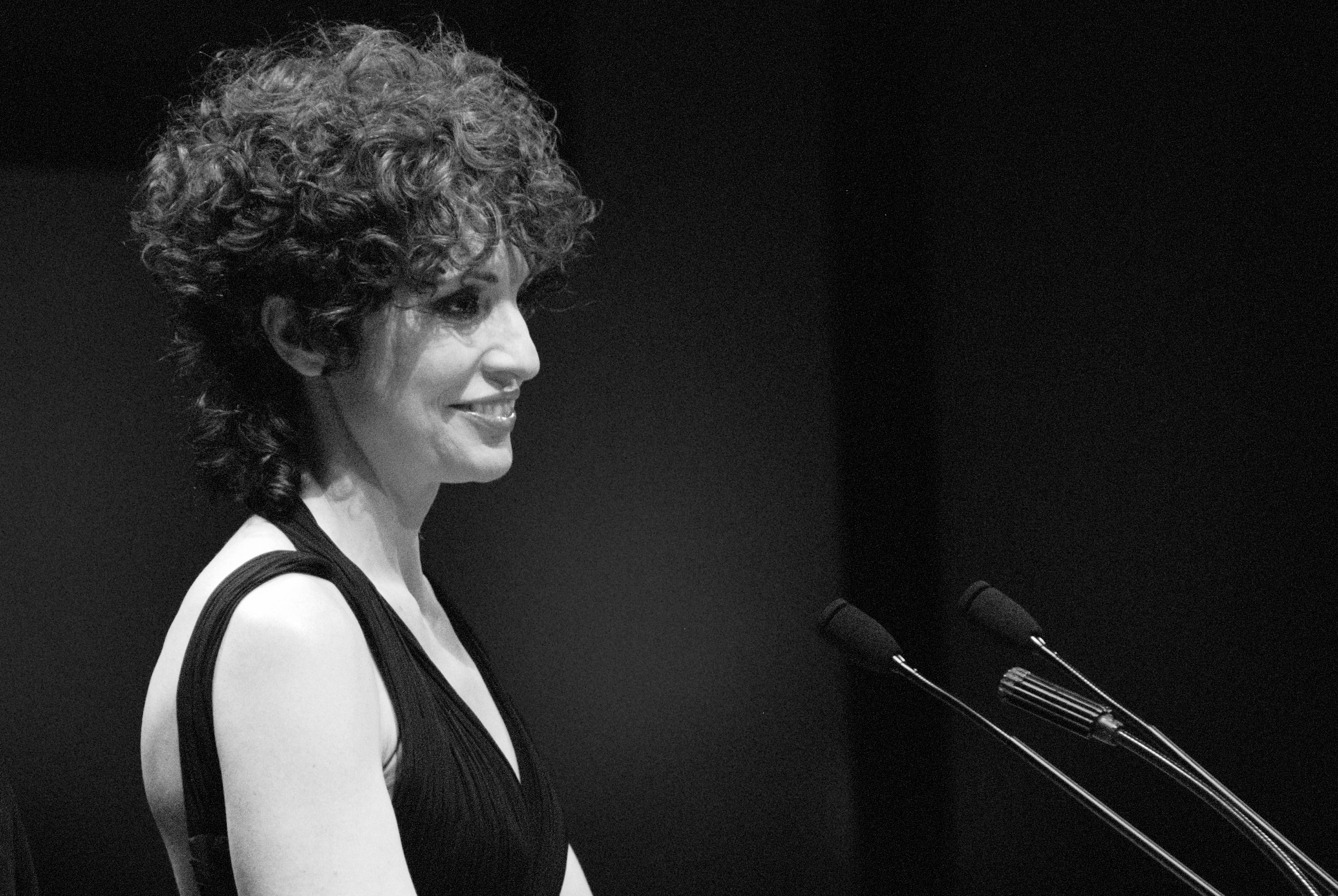
Adriana Ozores (1999 i 2000)
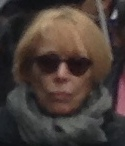
Rosa Maria Sardà (2001)
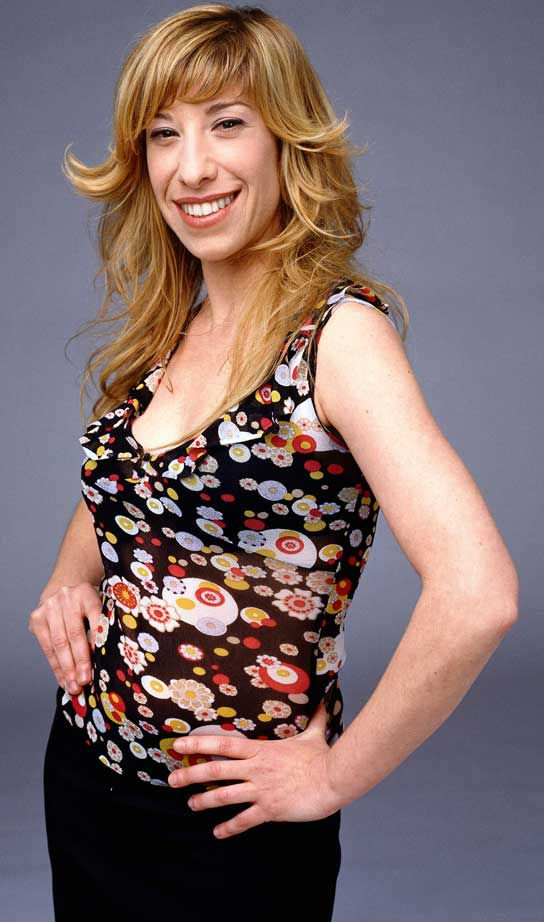
Nathalie Seseña (2002)
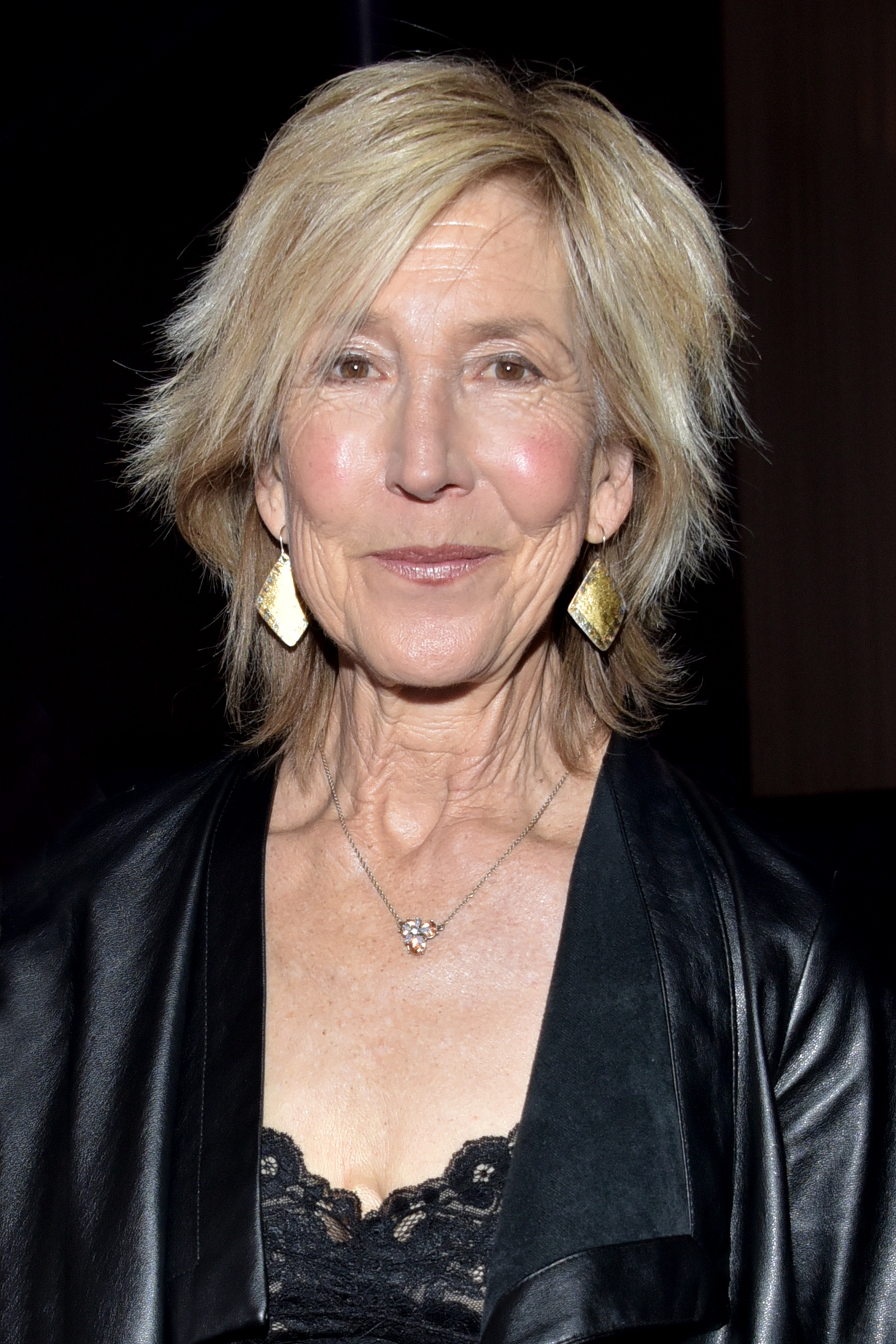
Lin Shaye (2004)
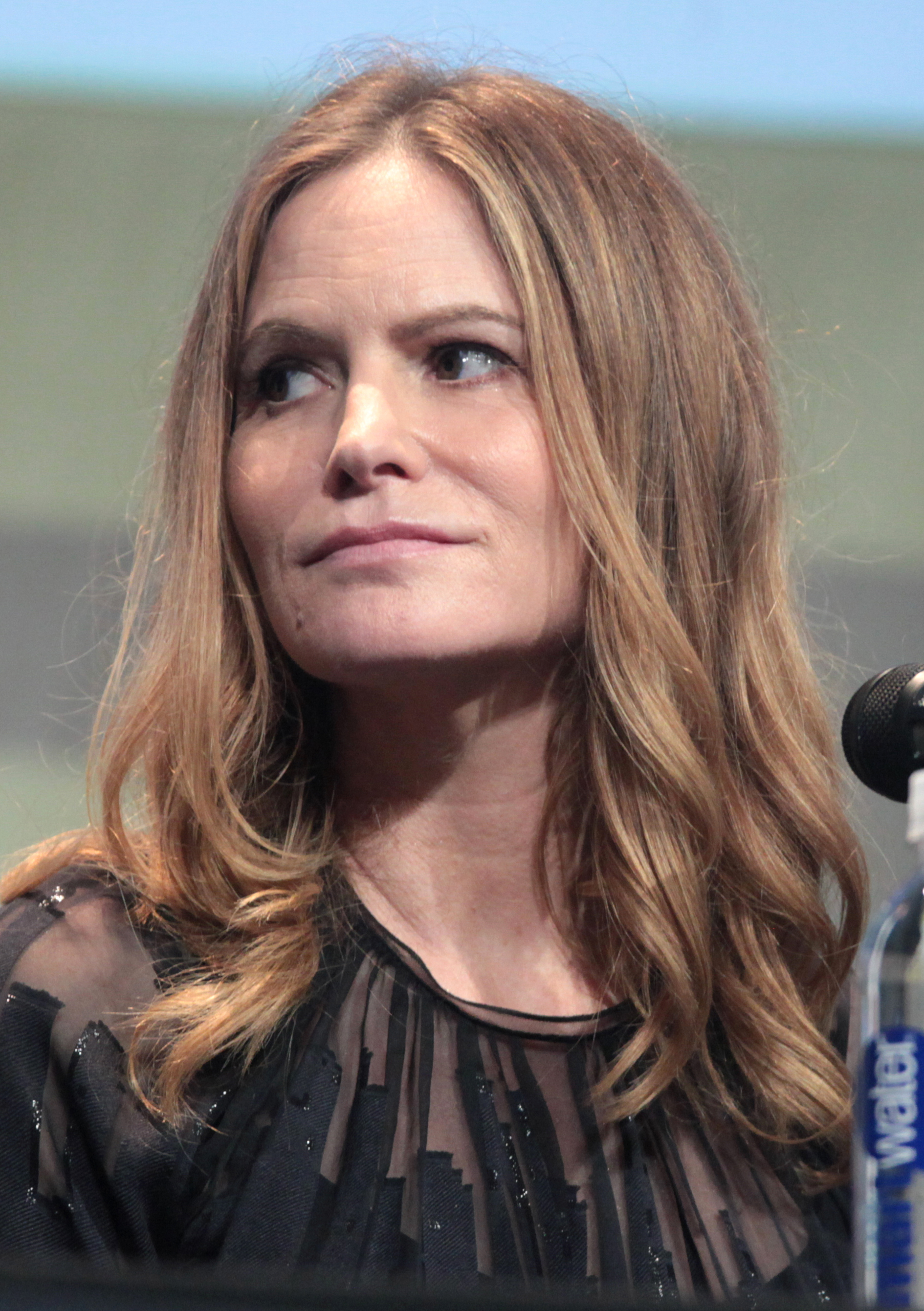
Jennifer Jason Leigh (2008)

### Guanyadors del premi al millor actor

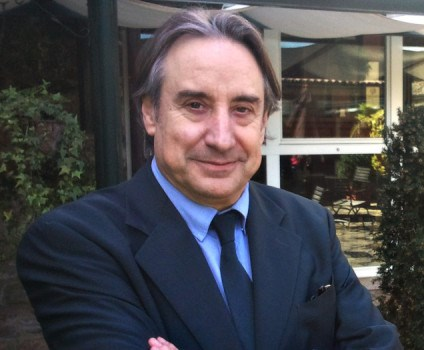
Juanjo Puigcorbé (1992)
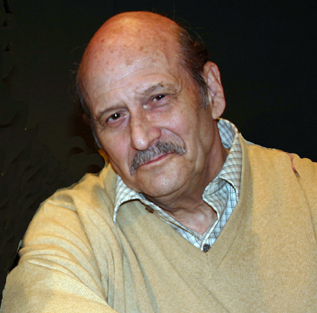
Agustín González (1993)
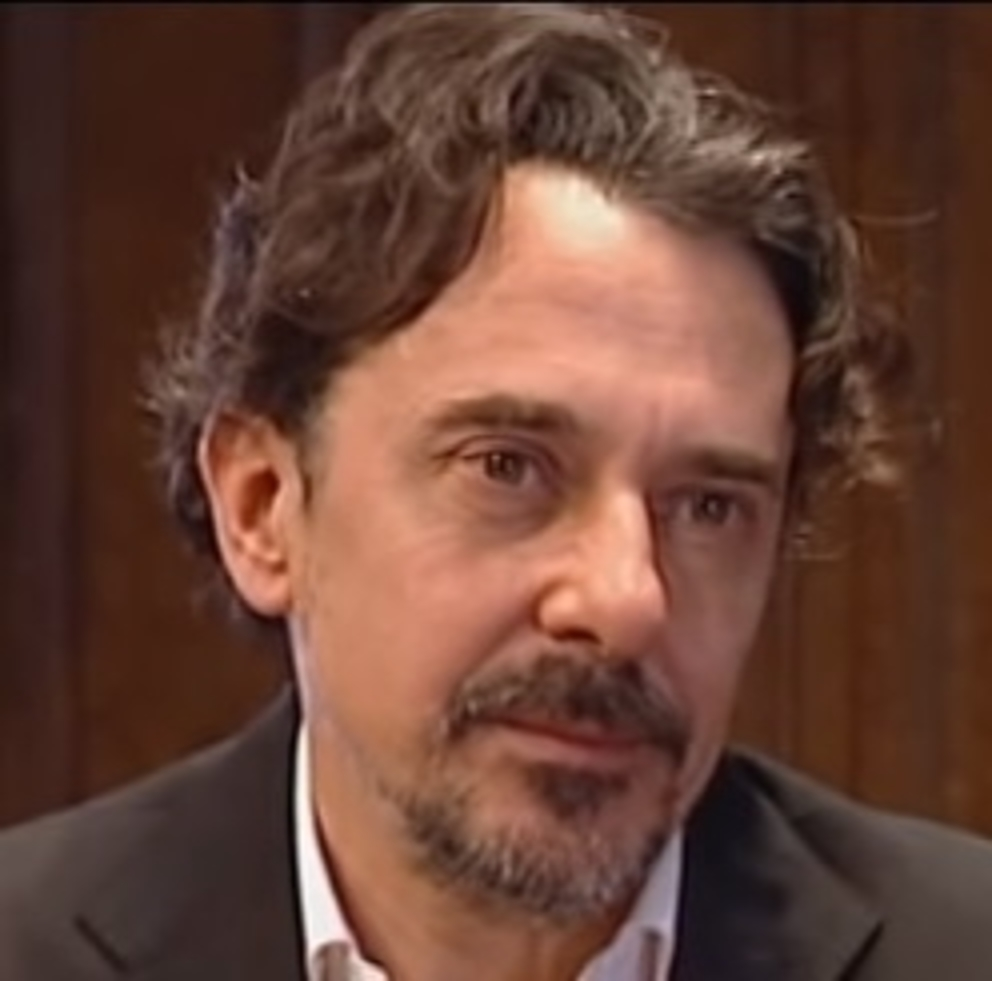
Pere Ponce (1994)
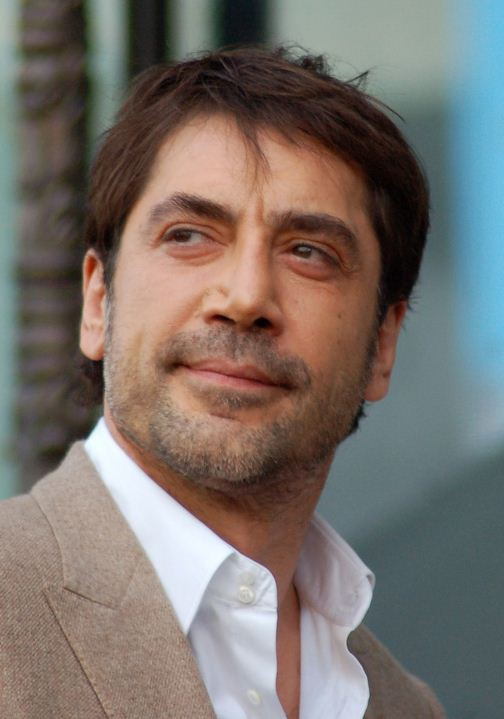
Javier Bardem (1996)
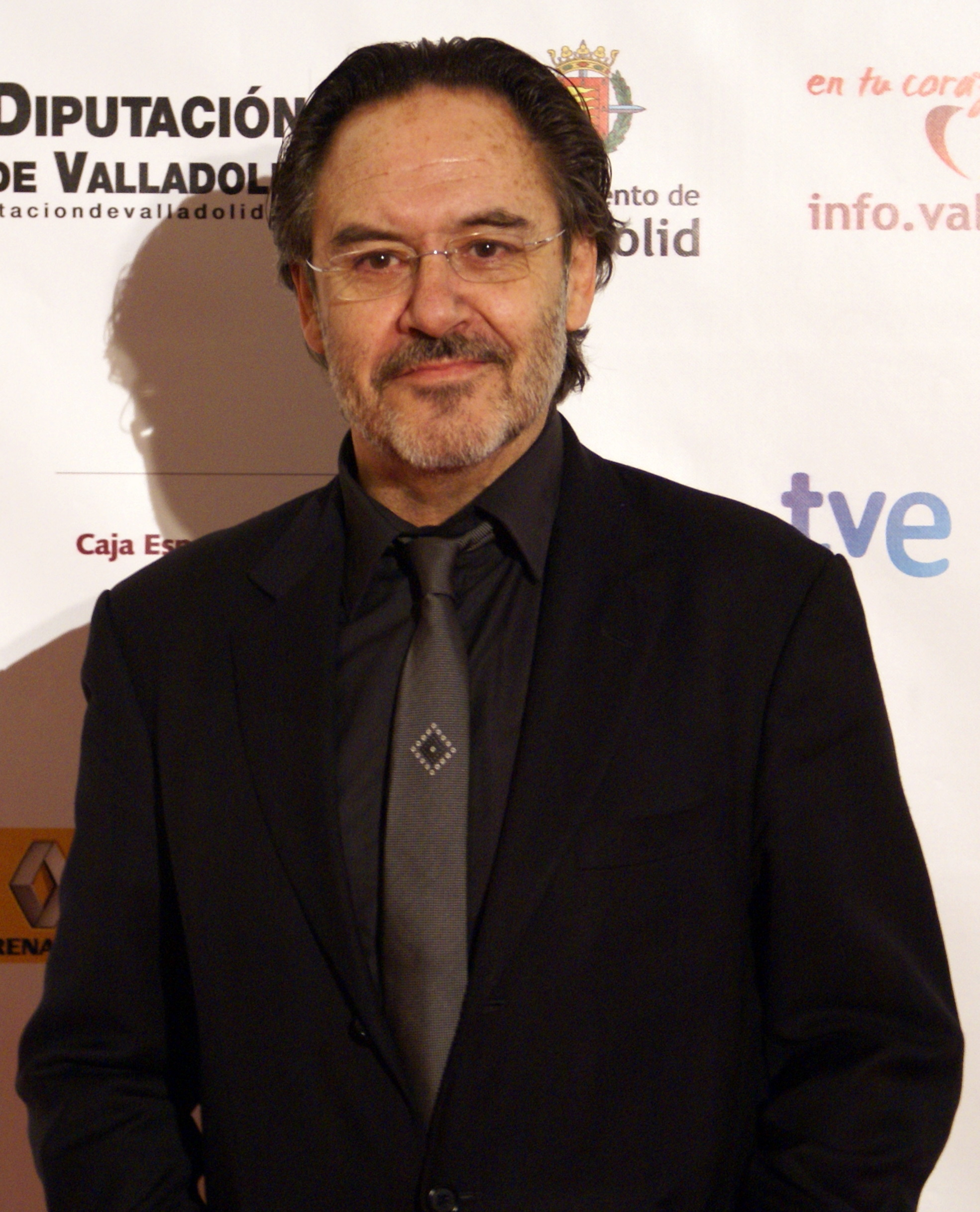
Santiago Ramos (1997)
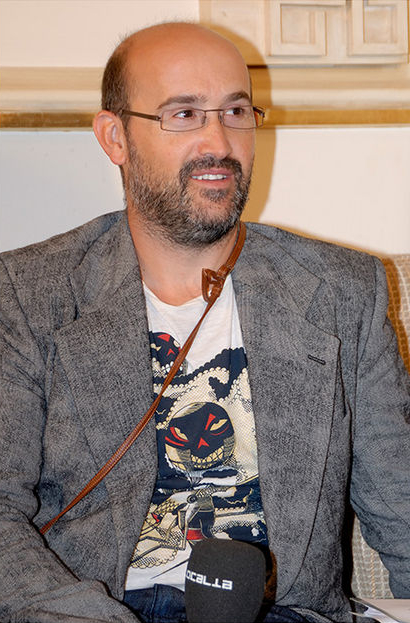
Javier Cámara (1998 i 2000)
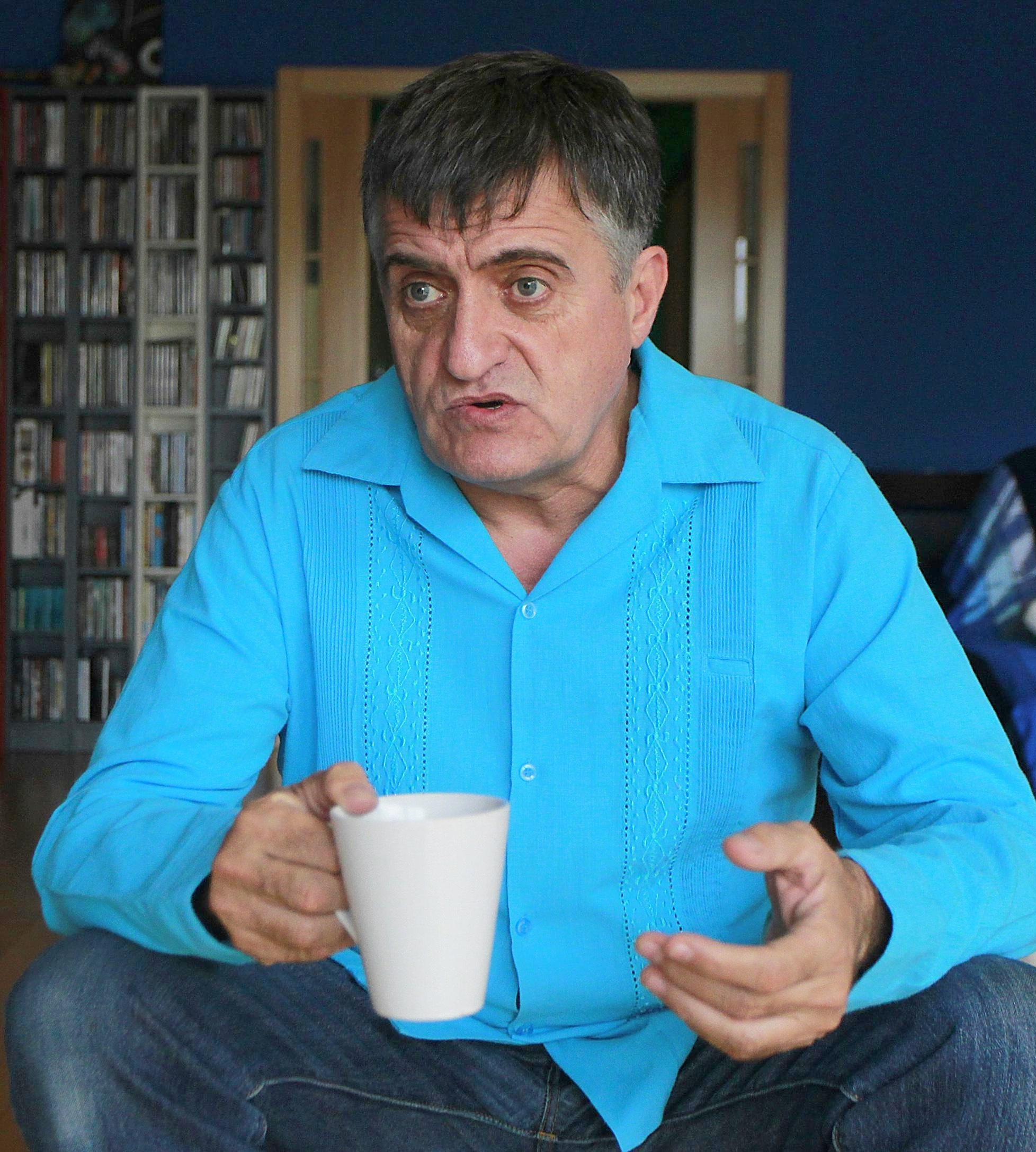
El Gran Wyoming (1999)
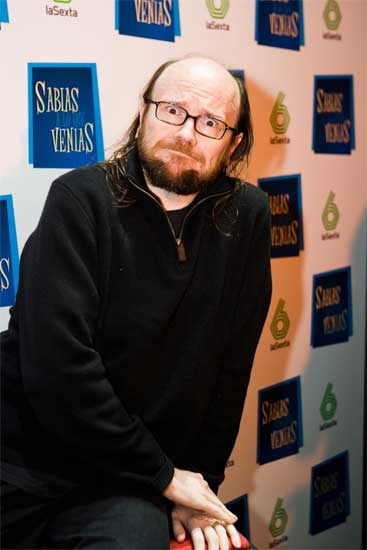
Santiago Segura (1999)
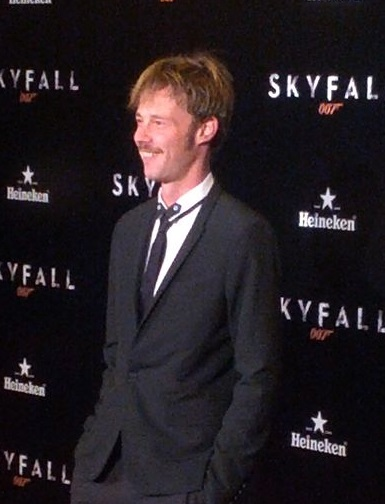
Eloy Azorín (2001)
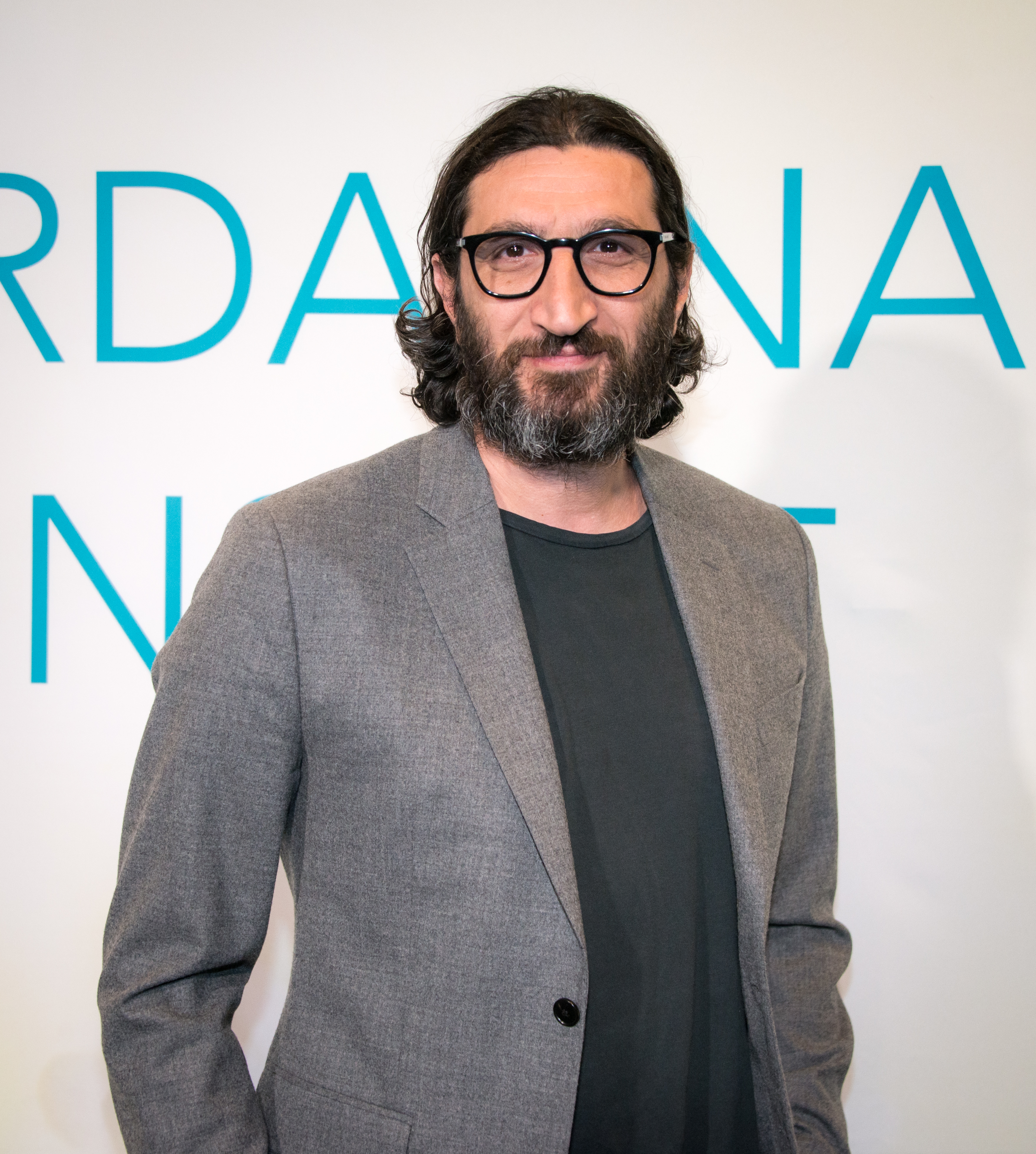
Fares Fares (2005)
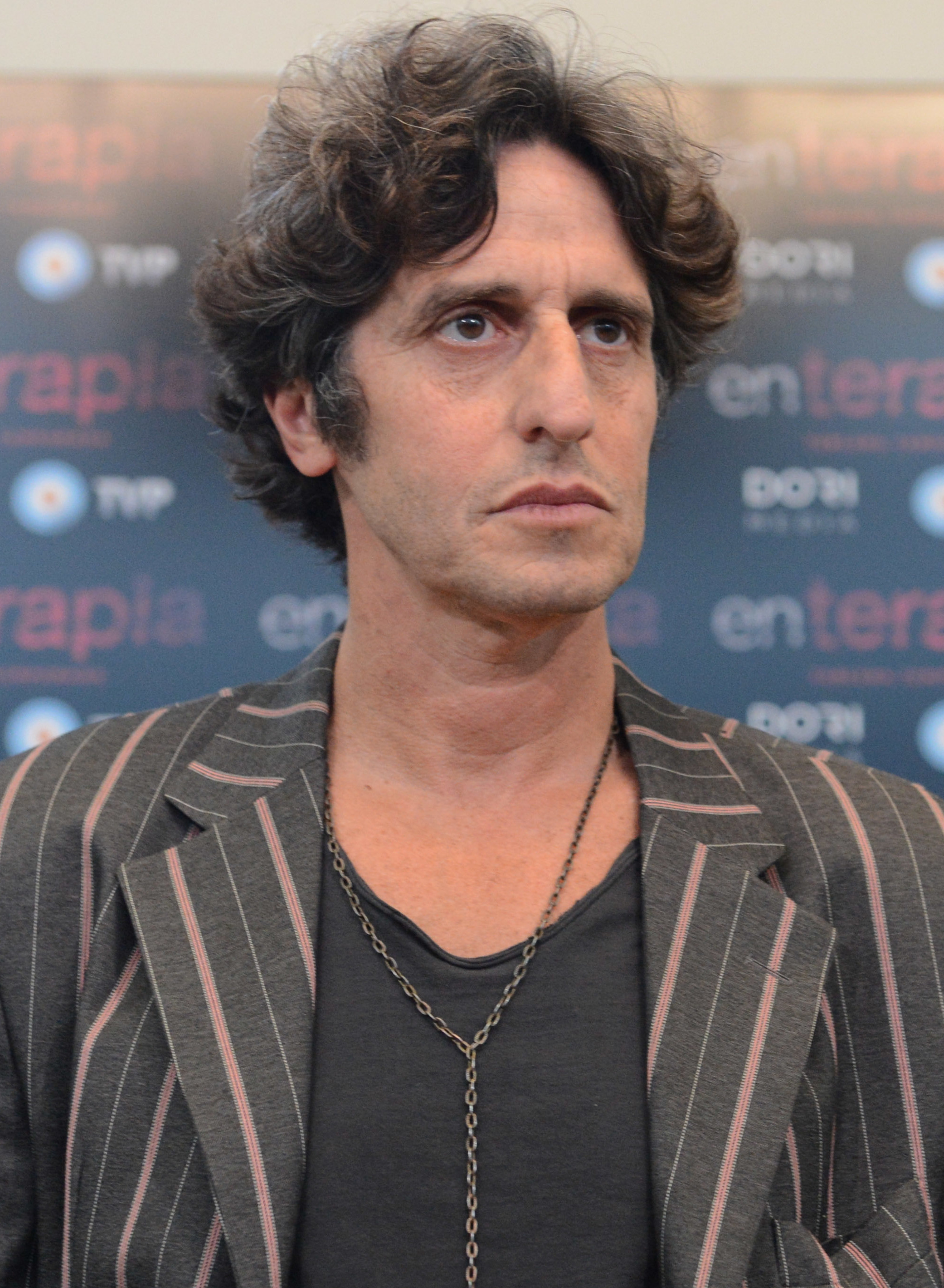
Diego Peretti (2006)
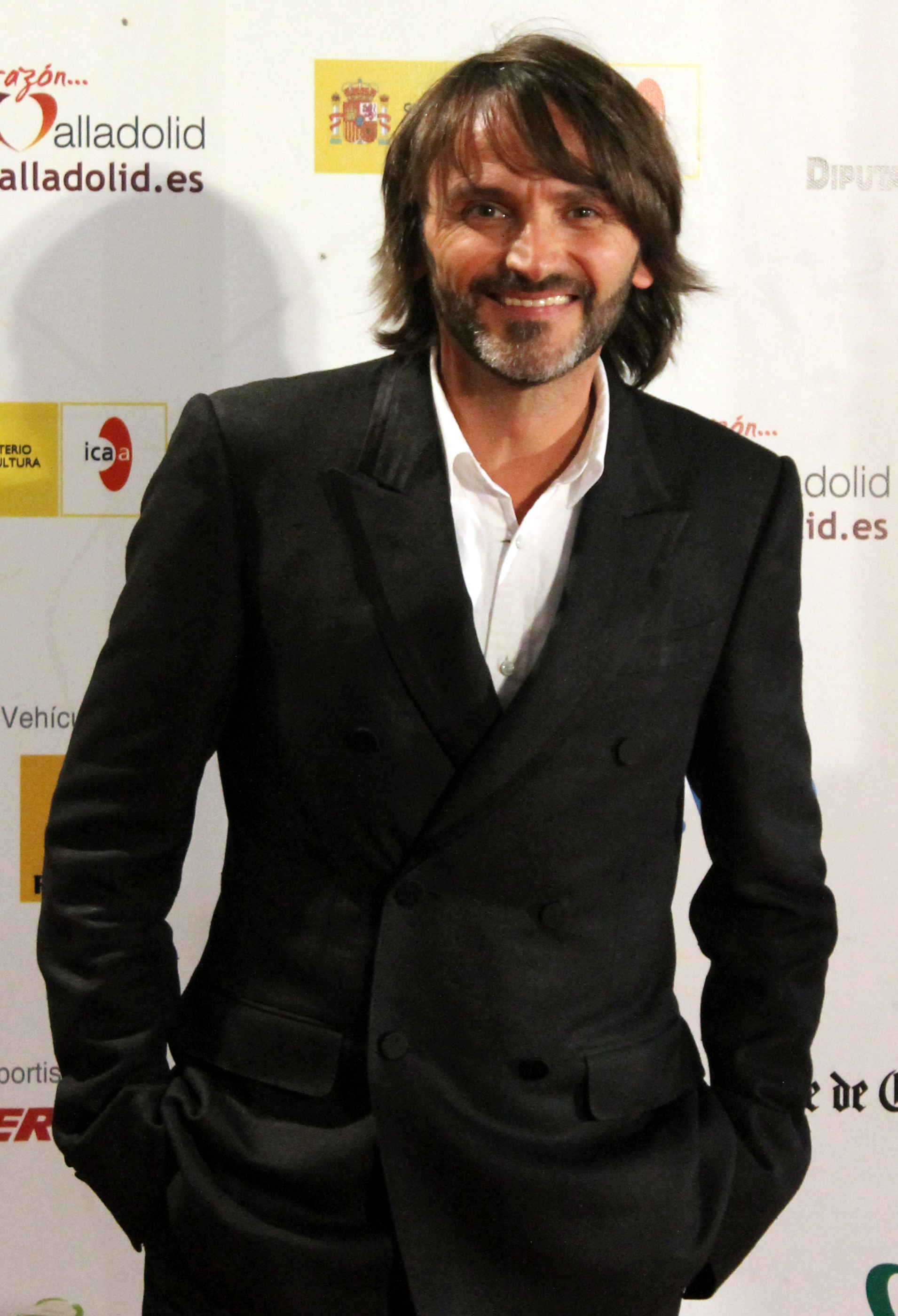
Fernando Tejero (2008)
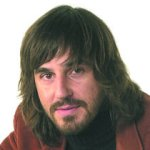
Santi Millán (2008)